# Claridge Tower at Bally's
Pour les articles homonymes, voir Claridge's et Hôtel Claridge.
Le Claridge Tower at Bally's est un gratte-ciel de 113 mètres de hauteur construit à Atlantic City (New Jersey) aux États-Unis de 1929 à 1930. Il abrite 507 chambres d'hôtel, un casino et est desservi par 3 ascenseurs.
L'immeuble a été conçu par l'architecte  John McShain 
Début 2024, c'était le 8e plus haut immeuble de la ville et le plus ancien gratte-ciel d'Atlantic City.
Le nom de l'immeuble vient de son rachat par l'Hôtel Bally's en décembre 2002, qui est situé à proximité.
Le bâtiment a été conçu dans un style néorenaissance.